# Greva generală din România, 1920

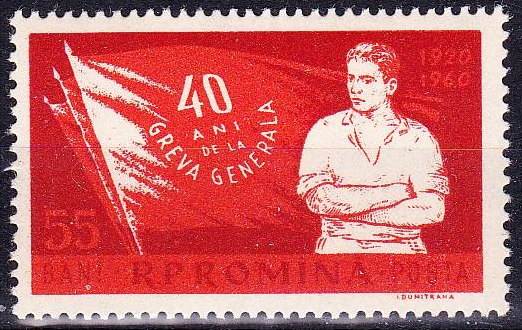
Timbru poștal din anul 1960

La 20 octombrie 1920 începe greva generală a proletariatului din România, la care participă cca 400.000 de salariați, cuprinde toate ramurile industriei și transporturilor și este prima grevă politică generală a proletariatului din întreaga Românie (20 – 28 octombrie).
Greva a fost declanșată de refuzul guvernului de a satisface cerințele muncitorilor formulate de Consiliul General al Partidului Socialist al României. Printre cerințe erau incluse și recunoașterea sindicatelor muncitorești și eliminarea cenzurii.